# Avignoni kisasszonyok
Az Avignoni kisasszonyok (Les Demoiselles d'Avignon) Pablo Picasso festménye, amely a New York-i Modern Művészeti Múzeum gyűjteményének része.

## Keletkezése
Picasso 1907 június-júliusban festette a képet Párizsban. A kép címe a barcelonai Avignon utcára utal, amelyben bordélyházak üzemeltek. A kép megfestését több mint hat hónapos előkészület előzte meg, amelynek során Picasso több száz festett és rajzolt tanulmányt készített. Ezekből tudható, hogy Picasso a bal oldali figurát először férfinak tervezte, aki éppen belép a bordély ajtaján.
A képen szereplő öt, a valóságosnál nagyobb, meztelen női alak szinte teljesen kitölti a teret. Válluk, csípőjük, combjuk és kezük vonalai szögletesek, alakjuk lapos geometriai forma. Mellük kockaforma, arcuk radikálisan leegyszerűsített, szemük természetellenesen nagy, formája mandula. A jobb szélen elhelyezett két alak afrikai maszkot visel. A festmény áthágja a természetességről és perspektíváról alkotott művészi konvenciókat.